# Torneo Apertura de la Primera B de Chile 2013
El Campeonato Nacional de Apertura de Primera B de la Asociación Nacional de Fútbol Profesional 2013-14 fue la novena edición del torneo oficial de fútbol profesional de los Torneos de Apertura y Clausura de la Primera B, los cuales fueron disputados en la temporada 2013-14. El torneo fue organizado por la ANFP.
A diferencia de las ediciones pasadas, este torneo utiliza el calendario europeo, tras un acuerdo en la ANFP de modificar el sistema de campeonatos en Chile (disputándose un Torneo de Transición el semestre anterior), además de contar con una liguilla de postemporada entre 4 equipos, en reemplazo de una final entre los ganadores de ambos campeonatos.
El campeón del torneo fue San Luis de Quillota. A diferencia de los torneos anteriores, el título también se sumó al palmarés de la división, siendo así su cuarto título nacional de Primera B. Con ello el cuadro quillotano clasificó directamente a la postemporada por el segundo ascenso a la Primera División.

## Aspectos generales

### Modalidad
Para el torneo de Primera B 2013-14, el sistema de campeonato será igual al de los años 2008, 2009, 2011 y 2012. Cada torneo tendrá 20 fechas, sumando un total de 40 fechas en el año.
- Torneo Apertura Primera B 2013: Se jugará a partir del mes de agosto y finalizará en diciembre de 2013. Se dividirá en dos fases, una zonal y otra nacional. Contemplará una primera fase (zonal), en que los 14 equipos se dividirán en dos zonas (norte y sur), enfrentándose todos contra todos en una rueda de 7 fechas; además de una segunda fase (nacional), que reunirá a los 14 equipos, también jugando todos contra todos en una única rueda de 13 fechas. El equipo que termine en el primer lugar de la tabla de posiciones será coronado campeón del Torneo de Apertura.

## Equipos participantes torneo 2013-14
| Equipo                                        | Entrenador        | Ciudad                  | Estadio                                 | Capacidad | Marca       | Patrocinador |
| --------------------------------------------- | ----------------- | ----------------------- | --------------------------------------- | --------- | ----------- | ------------ |
| Barnechea                                     | Hugo Vilches      | Santiago (Lo Barnechea) | Municipal de La Pintana                 | 6.000     | Mitre       | Red MTS      |
| Coquimbo Unido                                | Carlos Rojas      | Coquimbo                | Bicentenario Francisco Sánchez Rumoroso | 18.750    | Uhlsport    | TPC          |
| Curicó Unido                                  | Sergio Vargas     | Curicó                  | Bicentenario La Granja                  | 8.000     | Lotto       | Multihogar   |
| Deportes Concepción                           | Patricio Almendra | Concepción              | El Morro Ramón Unzaga                   | 2.500     | Uhlsport    | PF           |
| Deportes Copiapó                              | Rubén Sánchez     | Copiapó                 | Bicentenario Luis Valenzuela Hermosilla | 8.000     | COGG Design | Barrick Gold |
| Deportes La Serena                            | Luis Pérez        | La Serena               | Bicentenario Francisco Sánchez Rumoroso | 18.750    | Romma       | PF           |
| Deportes Temuco                               | Fernando Vergara  | Temuco                  | Bicentenario Germán Becker              | 18.500    | Warrior     | Rosen        |
| Lota Schwager                                 | Germán Corengia   | Coronel                 | Federico Schwager                       | 5.731     | Training    | IST          |
| Magallanes                                    | Osvaldo Hurtado   | Santiago (Maipú)        | Santiago Bueras                         | 4.000     | Dalponte    | Besalco      |
| Naval de Talcahuano                           | Erwin Durán       | Talcahuano              | El Morro Ramón Unzaga                   | 2.500     | Erreà       | VTR          |
| San Luis de Quillota                          | Nelson Cossio     | Quillota                | Bicentenario Lucio Fariña               | 7.680     | Jako        | PF           |
| San Marcos de Arica                           | Luis Marcoleta    | Arica                   | Bicentenario Carlos Dittborn            | 9.200     | Dalponte    | TPA          |
| Santiago Morning                              | Hernán Godoy      | Santiago (La Pintana)   | Municipal de La Pintana                 | 6.000     | Training    | Finasur      |
| Unión San Felipe                              | Sebastián Rambert | San Felipe              | Municipal de San Felipe                 | 10.000    | Dalponte    | PF           |
| Datos actualizados el 22 de diciembre de 2013 |                   |                         |                                         |           |             |              |

### Observaciones
- El siguiente estadio será remodelado y no se podrá utilizar durante el 2013: La Portada (capacidad Ampliada a 18.500). A partir del 30 de agosto de 2013 se incorpora al listado el estadio Alcaldesa Ester Roa Rebolledo

## Equipos porregión
| Región             | Equipos                                       |
| ------------------ | --------------------------------------------- |
| Metropolitana      | - Barnechea - Magallanes - Santiago Morning   |
| Biobío             | - Deportes Concepción - Lota Schwager - Naval |
| Coquimbo           | - Coquimbo Unido - Deportes La Serena         |
| Valparaíso         | - San Luis - Unión San Felipe                 |
| Arica y Parinacota | - San Marcos de Arica                         |
| Atacama            | - Deportes Copiapó                            |
| Maule              | - Curicó Unido                                |
| Araucanía          | - Deportes Temuco                             |

| San Marcos de Arica Deportes Copiapó Deportes La Serena Coquimbo Unido San Luis Unión San Felipe Curicó Unido Naval Deportes Concepción Lota Schwager Deportes Temuco |

| Barnechea Magallanes Santiago Morning |

| San Marcos de Arica Deportes Copiapó Deportes La Serena Coquimbo Unido San Luis Unión San Felipe Curicó Unido Naval Deportes Concepción Lota Schwager Deportes Temuco |

| Barnechea Magallanes Santiago Morning |

## Tabla de Posiciones
- Fecha de actualización: 22 de diciembre

|  |     | Clubes              | Pts | PJ | G  | E | P  | GF | GC | Dif |
|  | --- | ------------------- | --- | -- | -- | - | -- | -- | -- | --- |
|  | 1º  | San Luis            | 38  | 19 | 11 | 5 | 3  | 34 | 12 | +22 |
|  | 2º  | Santiago Morning    | 34  | 19 | 11 | 1 | 7  | 30 | 20 | +10 |
|  | 3º  | Barnechea           | 33  | 19 | 9  | 6 | 4  | 27 | 20 | +7  |
|  | 4º  | San Marcos de Arica | 30  | 19 | 8  | 6 | 5  | 26 | 23 | +3  |
|  | 5º  | Unión San Felipe    | 28  | 19 | 8  | 4 | 7  | 23 | 19 | +4  |
|  | 6º  | Deportes Copiapó    | 28  | 19 | 8  | 4 | 7  | 23 | 22 | +1  |
|  | 7º  | Naval               | 27  | 19 | 8  | 3 | 8  | 19 | 21 | -2  |
|  | 8º  | Magallanes          | 26  | 19 | 7  | 5 | 7  | 24 | 29 | -5  |
|  | 9º  | Curicó Unido        | 25  | 19 | 6  | 7 | 6  | 21 | 24 | -3  |
|  | 10º | Coquimbo Unido      | 23  | 19 | 6  | 5 | 8  | 25 | 31 | -6  |
|  | 11º | Deportes Temuco     | 22  | 19 | 5  | 7 | 7  | 24 | 29 | -5  |
|  | 12º | Deportes Concepción | 22  | 19 | 6  | 4 | 9  | 12 | 19 | -7  |
|  | 13º | Deportes La Serena  | 15  | 19 | 2  | 9 | 8  | 22 | 30 | -8  |
|  | 14º | Lota Schwager       | 13  | 19 | 3  | 4 | 12 | 15 | 26 | -11 |

Pts = Puntos; PJ = Partidos Jugados; G = Partidos Ganados; E = Partidos Empatados; P = Partidos Perdidos; GF = Goles Anotados; GC = Goles Recibidos; Dif = Diferencia de gol; (*) = Partido Pendiente 